# Robinson & Hole
Die Robinson & Hole Ltd. war ein britischer Automobilhersteller, der 1910–1911 in Thames Ditton (Surrey) ansässig war.
Das einzige Modell besaß einen Vierzylinder-Reihenmotor mit 2,8 l Hubraum. Es entstanden nur wenige Exemplare.

## Quelle
- David Culshaw & Peter Horrobin: The Complete Catalogue of British Cars 1895–1975. Veloce Publishing plc. Dorchester (1997). ISBN 1-874105-93-6